# إبراهيم الحماد
إبراهيم عبد الرحمن الحماد (مواليد 1 يوليو 1995) هو لاعب كرة قدم سعودي يلعب في نادي المطوع.

## مسيرة اللاعب
مثل نادي النصر في الفئات السنية و لعب بعدها مع نادي سدوس ونادي كميت ونادي الأنوار ونادي ساجر ونادي سدوس ونادي المطوع.